# 本郷奏多
本郷 奏多（ほんごう かなた、1990年〈平成2年〉11月15日 - ）は、日本の俳優、声優、YouTuber。宮城県仙台市出身。 スターダストプロモーション制作2部所属。

## 略歴
幼稚園の頃より仙台市に所在の「仙台SOSモデルエージェンシー（現・モラドカンパニー）」でキッズモデルとして活動。その後、スターダストプロモーションに所属する。
2002年、劇場公開した映画『リターナー』で俳優デビュー。
2005年、映画『HINOKIO』にて14歳で初主演を果たし、同年にTBSで放送されたドラマ『あいくるしい』では、虹色の戦士の1人で主要人物である南雲愁役を演じ、クールな演技で話題になった。

## 人物
- 宮城野中学校、日出高等学校、日本大学芸術学部写真学科卒業[3]。
- 心が安らぐ時は、愛犬の“ラミ”（フランス語で友だちを意味するL’amiから）と一緒にいる時だという[4]。
- 趣味はガンプラ[注 1]、トレカ[注 2]、テレビゲーム、サバイバルゲーム、漫画、音楽鑑賞、テニス、ベース、ギター、写真撮影、ビリヤード、ダーツなど[5][6]。本郷のYouTubeチャンネルではこれらの趣味を紹介したり、興じる様子を公開している。ちなみにYouTubeでは撮影だけでなく編集も本郷自身が手掛ける。
- 2023年7月29日から9日間、マニラで開催されたポーカーのトーナメント「Asia Pacific Poker Tour(APPT)」で4位にランクインした（「APPT」に参加した102人によるトーナメント戦を勝ち抜き、4位に入賞）[7]。
- ガンダムシリーズの大ファン。好きなモビルスーツはキュベレイ。2014年にはテレビアニメ『ガンダムビルドファイターズ』にジュリアン・マッケンジー役として出演している。前述の通りガンプラを趣味としており、きわめて熟達した制作技術を有している[8]。また、同作の外伝漫画『ガンダムビルドファイターズAR』でジュリアンが使用するガンプラ「V2ガンダムイマジンフルバーニアン」は、本郷の制作機体が採用されている。
- 「奏多（かなた）」という名前は本名で、由来については、兄が生まれる時医者から「女の子ですよ」と言われ、喜んだ両親が女の子の名前を考えていたが、実際には男の子が生まれた。しかし、考えていた名前はそのままに「遥」と名付け、「兄が『遥（はるか）』という名前だったため、両親が『"はるかかなた"（の語呂合わせ）がいいな』と思ってつけたらしい」と語っている。最初は「奏太」となる予定だったが、祖父が「画数が悪いから"奏多"がいい」と言ったためこの漢字になった[9]。
- 『MOON CHILD』での共演をきっかけに、hydeやGacktとはメールのやりとりをするほどの仲になる。また、L'Arc〜en〜Cielの楽曲を好んでよく聴き、たびたびライブに行くこともある[5]。
- hydeとは、今でもたびたび一緒に食事やプリクラを撮るなどしたり、寝泊まりをさせてもらうこともあるなど、子供の頃からの深い交友関係であると語る。また、母はhydeのファンであり、「自分がhydeさんと交友関係にあることをとても喜んでいる」と語っている[10]。
- 漫画原作モノに出演する際に最も大切にしているものは「原作ファンとしての視点」であると語っており、演じるキャラクターの一番魅力的な部分を大切する、アニメの印象が強い作品であれば声優の台詞回しを研究するなどしている。こうしたこだわりから本郷は自身を「原作へのリスペクトが高い部類の俳優」であると自負している[11]。
- 完全な電子書籍派でコミックシーモアを愛用している。本人の弁によれば「合理的な思考に基づいて生きている」とのこと[11]。
- 『NANA2』でシン役を演じた際、ベースをまったく演奏できなかったがこの作品をきっかけとして、ベースもギターも弾けるようになった。さらにはこの作品をきっかけとして、ヴィヴィアン・ウエストウッドのアイテムを多く愛用するようになる[5]。
- 好きなタイプは、常識があって、品があって、頭のいい女性[12]。
- 岸田タツヤは、学生時代からの友人[13]。千賀健永（Kis-My-Ft2）は高校の同級生にあたる[14]。

## 出演
主演作品は役名を太字で表示

### 映画
- リターナー（2002年8月公開、東宝） - ミヤモト（幼少期）役
- MOON CHILD（2003年4月公開、松竹） - ショウ（幼少期）役
- HINOKIO（2005年7月公開、松竹） - 主演・岩本覚 役[15]
- 大停電の夜に（2005年11月公開、アスミック・エース） - 田沢翔太 役[16]
- テニスの王子様（2006年5月公開、松竹） - 主演・越前リョーマ 役
- NANA2（2006年12月公開、東宝） - 岡崎真一/シン 役
- シルク（2008年1月公開、ニューライン・シネマ） - 少年 役
- 青い鳥（2008年11月29日公開、日活） - 主演・園部真一 役
- K-20 怪人二十面相・伝（2008年12月20日公開、東宝） - 小林芳雄 役
- GOTH（2008年12月20日公開、ジョリー・ロジャー） - 主演・神山樹 役
- ふるり（2009年12月台湾劇場公開、スターエンターテイメント） - 主演・不思議な少年 役　※お蔵出し映画祭2011にて日本初上映
- GANTZシリーズ（東宝） - 西丈一郎 役
  - GANTZ（2011年1月29日公開）[17]
  - GANTZ PERFECT ANSWER（2011年4月23日公開）
- 奴隷区 僕と23人の奴隷（2014年6月28日公開、ティ・ジョイ） - 主演・大田ユウガ 役[注 3][18]
- ストレイヤーズ・クロニクル（2015年6月27日公開、ワーナー・ブラザース映画） - 丸山聡志 役
- 進撃の巨人（東宝） - アルミン 役[19]
  - 前篇（2015年8月1日公開）
  - 後篇（2015年9月19日公開）
- シネマの天使（2015年11月7日公開、東京テアトル） - 主演・アキラ 役[注 4][20]
- 闇金ウシジマくん Part3（2016年9月22日公開、東宝映像事業部 / SDP） - 沢村真司 役[21]
- 氷菓（2017年11月3日公開、KADOKAWA） - 関谷純 役[22]
- 鋼の錬金術師シリーズ（ワーナー・ブラザース映画） - エンヴィー 役[23]
  - 鋼の錬金術師（2017年12月1日公開）
  - 鋼の錬金術師 完結編 復讐者スカー（2022年5月20日公開）[24]
  - 鋼の錬金術師 完結編 最後の錬成（2022年6月24日公開）[24]
- いぬやしき（2018年4月20日公開、東宝） - 安堂直行 役[25]
- 凜-りん-（2019年2月22日公開、KATSU-do） - 主演・天童 役[注 5][26]
- キングダム（2019年4月19日公開、東宝） - 成蟜 役[27]
- Diner ダイナー（2019年7月5日公開、ワーナー・ブラザース映画） - キッド 役[28]
- 嘘喰い（2022年2月11日公開、ワーナー・ブラザース映画） - 目蒲鬼郎 役[29]
- シン・仮面ライダー（2023年3月18日公開、東映）- カマキリ・カメレオン（K.K）オーグ 役[30]
- てっぺんの剣（2024年10月15日公開〈9月27日大分先行公開〉、シンカ） - 主演・藤居正人 役[注 6][31][32]
- インフルエンサーゴースト（公開日未定、東宝）[33]

### テレビドラマ
- X'smap〜虎とライオンと五人の男〜（2004年12月25日、フジテレビ） - レオ 役
- あいくるしい（2005年4月 - 6月、TBS） - 南雲愁 役
- 嫌われ松子の一生（2006年10月 - 12月、TBS） - 龍洋一（少年時代） 役
- ヒミツの花園（2007年1月 - 3月、関西テレビ） - 片岡陽 役
- 生徒諸君!（2007年4月 - 6月、ABC・テレビ朝日） - 青木公平 役
- 探偵学園Q 第2話（2007年7月10日、日本テレビ） - 牧野大介 役
- 医龍-Team Medical Dragon-2 第8話（2007年11月29日、フジテレビ系） - 黒田智樹 役
- 正義の味方（2008年7月 - 9月、日本テレビ） - 岡本陸 役
- 世にも奇妙な物語（フジテレビ）
  - '09春の特別編「爆弾男のスイッチ」（2009年3月30日） - 織田省吾 役
  - '18秋の特別編「クリスマスの怪物」（2018年11月10日）- 緒方良輔 役[34]
- リセット 最終話（2009年4月16日、読売テレビ） - 主演・三上雪哉 役
- ヤンキー君とメガネちゃん（2010年4月23日 - 6月25日、TBS） - 和泉岳 役[35]
- TOKYO23〜サバイバルシティ（2010年9月4日 - 10月2日、WOWOW） - 主演・古守ダン 役[36]
- ANOTHER GANTZ（2011年4月22日、日本テレビ） - 西丈一郎 役[37]
- 最後の晩餐 〜刑事・遠野一行と七人の容疑者〜（2011年5月14日、テレビ朝日） - 立松俊太 役[38]
- 白戸修の事件簿（2012年1月27日 - 3月30日、TBS） - 黒崎仁志 役[39]
- 未来日記-ANOTHER:WORLD-（2012年4月21日 - 6月30日、フジテレビ） - 森口類 役[40]
- So long ! 第2話（2013年2月12日、日本テレビ） - 岡島亘 役
- リアル鬼ごっこ THE ORIGIN（2013年4月9日 - 6月25日、千葉テレビ他） - 主演・佐藤翼 役[41]
- みんな!エスパーだよ! 第9話（2013年6月14日、テレビ東京他） - 土岐野悠介（占い師） 役
- なぞの転校生（2014年1月10日 - 3月28日、テレビ東京他） - 主演・山沢典夫 役[注 7][42]
- 恋文日和 第10話「イカルスの恋人たち」（2014年3月10日、日本テレビ） - 佐藤健二 役
- 弱くても勝てます 〜青志先生とへっぽこ高校球児の野望〜（2014年4月12日 - 6月21日、日本テレビ） - 亀沢俊一 役
- ちゃんぽん食べたか（2015年5月30日 - 8月1日、NHK） - 古田政美 役[43]
- アカギ テレビドラマシリーズ（BSスカパー!） - 主演・赤木しげる 役
  - アカギ（2015年7月17日 - 9月18日）[44]
  - アカギ「竜崎・矢木編／市川編」（2017年10月13日 - 11月10日）[45]
  - アカギ〜鷲巣麻雀完結編〜（2018年5月25日 - 6月8日）[46]
- カッコウの卵は誰のもの（2016年3月27日 - 5月1日、WOWOW） - 上条文也 役[47]
- ラブホの上野さん テレビドラマシリーズ（フジテレビ） - 主演・上野さん 役
  - （2017年1月18日 - 4月4日）[注 8][48]
  - ラブホの上野さん season2（2017年10月12日 - 12月21日）[注 9][49]
- 怪獣倶楽部〜空想特撮青春記〜（2017年6月4日 - 25日、毎日放送 / 6月6日 - 27日、TBS） - 主演・リョウタ 役[50]
- リピート〜運命を変える10か月〜（2018年1月11日 - 3月15日、読売テレビ） - 主演・毛利圭介 役[注 10][51]
- あおざくら 防衛大学校物語（2019年10月31日 - 11月28日、MBS他） - 主演・近藤勇美 役[52]
- 大河ドラマ（NHK） 
  - 麒麟がくる（2020年 - 2021年） - 近衛前久 役[53]
  - 光る君へ 第2回 - 第11回・第19回・第20回（2024年1月14日 - 3月17日・5月12日・19日） - 師貞親王→花山天皇→花山院 役[54]
- 56年目の失恋（2020年7月11日、NHK BSプレミアム） - 主演・菊池隆一 役[注 11][55]
- 大江戸もののけ物語（2020年7月17日 - 8月14日、NHK BSプレミアム） - 天の邪鬼 役[注 12][56]
- 連続テレビ小説 カムカムエヴリバディ（2022年、NHK総合） - 五十嵐文四郎 役[57]
- クライムファミリー（2023年4月12日 - 5月3日、フジテレビ） - 主演・松田郷 役[58]
- 姪のメイ（2023年9月8日 - 10月13日、テレビ東京） - 主演・小津 役[注 13][59]
- ゼイチョー〜『払えない』にはワケがある〜（2023年10月14日 - 12月23日、日本テレビ） - 相楽義実 役[60]
- 消せない「私」-復讐の連鎖-（2024年1月6日 - 3月30日、日本テレビ） - 徳道仁 役[61]
- アイのない恋人たち（2024年1月21日 - 3月17日、ABC・テレビ朝日） - 淵上多聞 役[62]
- ノンレムの窓 2024・春 第1話「有終の美」（2024年3月31日、日本テレビ） - 主演・黒田 役[注 14][63]
- ダーウィンが行く!?（2024年8月20日、NHK総合） - 漆原大地 役[64]
- 激突!合戦将棋「関ヶ原の戦い」（2025年1月1日、NHK Eテレ） - 石田三成 役
- スティンガース 警視庁おとり捜査検証室（2025年7月22日 - 、フジテレビ） - 水上涼介 役[65]

### WEBドラマ
- Heather LOVE Short Movies #3「海まで何キロ」（2012年11月） - 望月涼 役[66]
- 指恋〜君に贈るメッセージ〜（2013年12月4日 - 全12話、UULA） - 高山正樹 役[67]
- 冒険者たちのきせき EPISODE2「どの職業で戦うか迷う話」（2017年9月10日） - 主演・滝川治助 役[68]
- ミライさん（2018年9月8日 - 10月6日、LINE NEWS） - 今野トモロウ 役[69]
- 君と世界が終わる日に（Hulu） - 秋吉蓮 役
  - Season2（2021年3月21日 - 全6話）[70]
  - Season5（2024年2月9日 - 全5話）[71]
- トークサバイバー!〜トークが面白いと生き残れるドラマ〜 シーズン2（2023年10月10日 - 、Netflix） - 謎の組織のメンバー 役[72]
- 幽☆遊☆白書（2023年12月14日、Netflix） - 飛影 役[73][74]
- 笑ゥせぇるすまん #3「ソックリさん」（2025年7月18日、Amazon Prime Video） - 三重岳ハルオ 役[75][76]

### ラジオドラマ
- 大停電の夜に（2005年9月 - 11月、TOKYO FM系列5局） - 田沢翔太 役
- FMシアター「繭（まゆ）」（2012年8月25日、NHK-FM） - 主演・斎藤勇太 役[77]
- FMシアター「イナナギ」（2013年2月23日、NHK-FM） - 主演・源助 役[78]

### テレビアニメ
- BTOOOM!（2012年10月 - 12月、TOKYO MXほか） - 主演・坂本竜太 役[79]
- ガンダムビルドファイターズ 第22話「名人VS名人」（2014年3月10日、テレビ東京ほか） - ジュリアン・マッケンジー 役
- ダンガンロンパ3 -The End of 希望ヶ峰学園- 未来編 / 絶望編 / 希望編（2016年7月 - 9月、TOKYO MXほか） - 御手洗亮太 役[80]
- いぬやしき（2017年10月 - 12月、フジテレビ「ノイタミナ」ほか） - 安堂直行 役[81]

### 劇場アニメ
- 劇場版ポケットモンスター キミにきめた!（2017年7月15日、東宝） - ソウジ 役[82]

### ゲーム
- デスカムトゥルー（2020年6月25日、イザナギゲームズ） - カラキ マコト 役[83]

### 舞台
- Dotoo!舞台「キネマの神さま」（2011年6月16日 - 19日、紀伊國屋サザンシアター）  - 助監督 黒川 役（ゲスト）
- 朗読劇「不帰（かえらず）の初恋、海老名SA」（2012年9月30日、DDD AOYAMA CROSS THEATER）[84]
- トウキョウ演劇倶楽部プロデュース公演 Vol.2「Moonlight Rambler〜月夜の散歩人〜」（2013年7月19日 - 22日、俳優座劇場 / 8月8日 - 11日、きゅりあん 小ホール） - 主演・オーギュスト＝デュパン 役[85]
- ダンガンロンパ THE STAGE〜希望の学園と絶望の高校生〜（2014年10月29日 - 11月3日、日本青年館 大ホール）  - 主演・苗木誠 役[86]
  - ダンガンロンパ THE STAGE〜希望の学園と絶望の高校生〜2016（2016年6月16日 - 26日、東京・Zeppブルーシアター六本木 / 7月1日 - 2日、名古屋・東海市芸術劇場 大ホール / 7月7日 - 10日、大阪・サンケイホールブリーゼ / 7月15日 - 16日、横浜・関内ホール 大ホール）  - 主演・苗木誠 役[87]
- TEAM NACS SOLO PROJECT 戸次重幸「MONSTER MATES」（2019年2月8日 - 13日、東京・EX THEATER ROPPONGI / 2月16日 - 17日、福岡・福岡国際会議場 メインホール / 2月22日 - 24日、北海道・道新ホール / 3月1日 - 3日、大阪・森ノ宮ピロティホール） - 主演・三波秀和 役[88]
- Reading Stage「百合と薔薇」（2019年6⽉15⽇、品川プリンスホテル クラブeX）[89]
- あおざくら 防衛大学校物語（2020年4月9日 - 13日、東京・三越劇場 / 4月17日 - 19日、大阪・COOL JAPAN PARK OSAKA WWホール） - 主演・近藤勇美 役
  - 2020年4月以降順次公演予定[90]であったが、新型コロナウイルス感染拡大を受けて、全公演開催自粛となった[91]。

### バラエティ番組
- ダウンタウンなう（2017年12月1日、フジテレビ） - 本音でハシゴ酒[92]
- 笑神様は突然に…（2018年4月4日、日本テレビ） - 2時間スペシャル[93]
- あさイチ「プレミアムトーク」（2022年3月4日、NHK総合）[94]

### ドキュメンタリー
- 馬の贈りもの（2018年12月29日、テレビ東京）
- NHKドキュメンタリー 「400年後の真実 慶長遣欧使節の謎に迫る」（2018年1月10日、NHK） - ナレーション
- NHKドキュメンタリー 「イマジン そこに「境界」はない」（2018年3月19日、NHK） - ナレーション
- テレメンタリー2020「犠牲者0の町 - 決壊 大郷の奇跡 -」（2020年7月19日、テレビ朝日、制作・東日本放送） - ナレーション[95]

### ウェブテレビ
- 新春オールスター麻雀大会2019（2019年1月2日 - 3日、AbemaTV）[96]
- 新春オールスター麻雀大会2020（2020年1月2日 - 3日、AbemaTV）[97]※テレビ朝日でも一部放送
- オーイシ×加藤のピザラジオ ピザラポーカー2024（2024年4月10日、YouTube）[98]

### 広告
- 明治乳業 「明治おいしい牛乳」
  - 牛乳工場篇
  - 乳酸菌篇
- ライク「アエラホーム」
- 大成建設「ベトナム・ノイバイ空港」篇（2014年8月10日 - ） - アニメーションCM（声の出演）[99]
- 江崎グリコ 「牧場しぼり」（2021年5月21日 - ） - WEB CM[100]
- BANDAI SPIRITS「PLAY! PLAY! PLAMO!」（2023年3月16日 - ）[101]
- アリナミン製薬「ベンザブロックプレミアム」（2024年10月3日 - ）[102]

### MV
- THE BOOM「LOVIBE」（2000年10月4日）
- YUI「Tomorrow's way」（2005年6月22日）
- 冨田ラボ「ずっと読みかけの夏 feat.CHEMISTRY」（2005年9月21日）
- B'z「永遠の翼」（2007年5月9日）
- GReeeeN「涙空」（2008年1月16日）
- ゴスペラーズ「Sky High」（2008年11月12日）
- nano「The Crossing」（2017年5月31日）[103]
- 神様、僕は気づいてしまった「インナーサークル」（2020年6月24日）[104]

### 書籍
- 少年俳優 vol.1（2005年9月、ぴあ）
- 「NANA2」ノベライズ（2006年、集英社コバルト）
- REAL☆G（SDP）
  - REAL☆G vol.1（2007年1月）
  - REAL☆G vol.2（2007年5月）

### その他
- 坂本真綾主演短編映画「03†（ゼロサンクロス）」
- コンサート共演「Gackt Live Tour 2003 上弦の月」
- 仙台放送「はいっチーズ!」（ウッピーズの1人）
- 東海オンエア【豪華】視聴者の知らない「東海オンエアあるある」を作ったら衝撃的な映像になってしまった - 虫眼鏡 役 (ゲスト) (YouTube-2021年5月11日)

## 作品

### 写真集
- 本郷奏多ファースト写真集「かなた。」（2009年1月16日、主婦と生活社）ISBN 978-4-391-13733-0[105][106]
- KANATA HONGO 2016（2016年5月25日、ぴあ）ISBN 978-4-8356-2885-1[107]

### カレンダー
- 本郷奏多カレンダー2016（2015年10月29日、東京ニュース通信社）[108]
- 本郷奏多カレンダー2017 in 仙台（2016年10月20日、東京ニュース通信社）[109]
- 本郷奏多カレンダー2018 -be fashionable-（2017年10月25日、東京ニュース通信社）[110][111]
- 本郷奏多カレンダー2019 -Color of Kanata-（2018年12月19日、SDP）[112]
- 本郷奏多カレンダー2020 -every morning with Kanata-（2019年10月25日、SDP）[113]
- 30th Anniversary 本郷奏多カレンダー2021（2020年11月15日、SDP）[114]
- 本郷奏多カレンダー2022（2021年12月16日、SDP）[115]
- 本郷奏多カレンダー2023（2022年12月18日、SDP）[116]
- 本郷奏多カレンダー2024（2023年12月25日、SDP）[117]